# Valentin Sjelagin
Valentin Jevgenjevitsj Sjelagin  (Russisch: Валентин Евгеньевич Шелагин) (Sint-Petersburg, 1913 –  in de buurt van Volchov, 1941) was een voetballer uit de Sovjet-Unie.

## Biografie
Sjelagin begon zijn carrière bij kleinere clubs uit Leningrad en brak door in 1938 bij Zenit. Hij scoorde 18 keer gespreid over drie seizoenen.
Hij sneuvelde tijdens de Tweede Wereldoorlog in december 1941 in de buurt van de stad Volchov. Zijn twee voetballende broers Jevgeni en Boris kwamen beiden een jaar later ook om het leven.